# Kahnschleuse Molkenberg
Die Kahnschleuse Molkenberg ist ein ehemaliges Schleusenbauwerk im Verlauf der Gülper Havel. Das zugehörige Wehr war das Wehr Molkenberg.

## Beschreibung

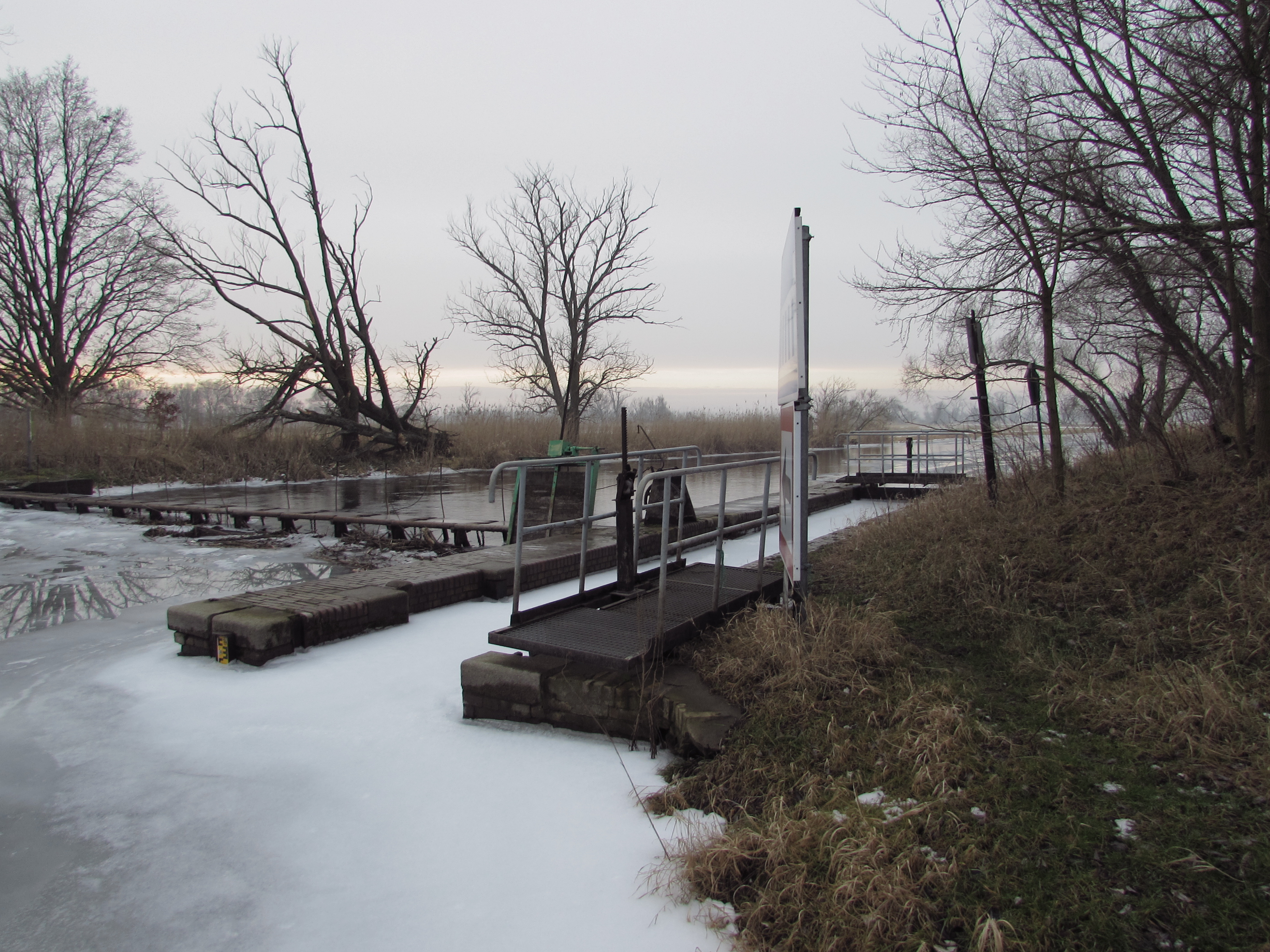
Kahnschleuse und Wehr im Februar 2014 vor dem Rückbau

Die Kahnschleuse wurde auf der östlichen Seite des Nadelwehres nahe dem Ort Molkenberg, im Osten des Landes Sachsen-Anhalt, nahe der Landesgrenze zu Brandenburg, installiert. Die Bauwerke befanden sich bei Flusskilometer 122,7.
Das Wehr diente der Regulierung des Zu- beziehungsweise Abflusses von Wasser von Havel zu Gülper Havel, weswegen es sich um ein Einlasswehr handelte. Die Kahnschleuse wurde per Hand bedient und war für Boote und Kähne ausgelegt. 2015 wurde entschieden, das Wehr zurückzubauen, da eine Staustufe faktisch nicht mehr existierte. Die Kahnschleuse war zu diesem Zeitpunkt bereits seit Jahren gesperrt, da das obere Schleusentor defekt war. Eine durchgehende Passage der Gülper Havel war aus diesem Grund nicht möglich. 
Im Sinne des Naturschutzes und der Renaturierung der Havel wurde ein neues Staukonzept entwickelt. Dabei sollte vor allem der Wasserdurchfluss der Gülper Havel verbessert werde, sodass diese wieder ein ganzjährig durchströmtes Fließgewässer ist. In der Folge erfolgte der vollständige Rückbau der Staustufe. Das Wehr wurde komplett beseitigt, die Schleusentore entfernt. Erhalten blieb die Schleusenkammer mit ihrem Mauerwerk am Ostufer im Fluss.